# Deguelia scandens

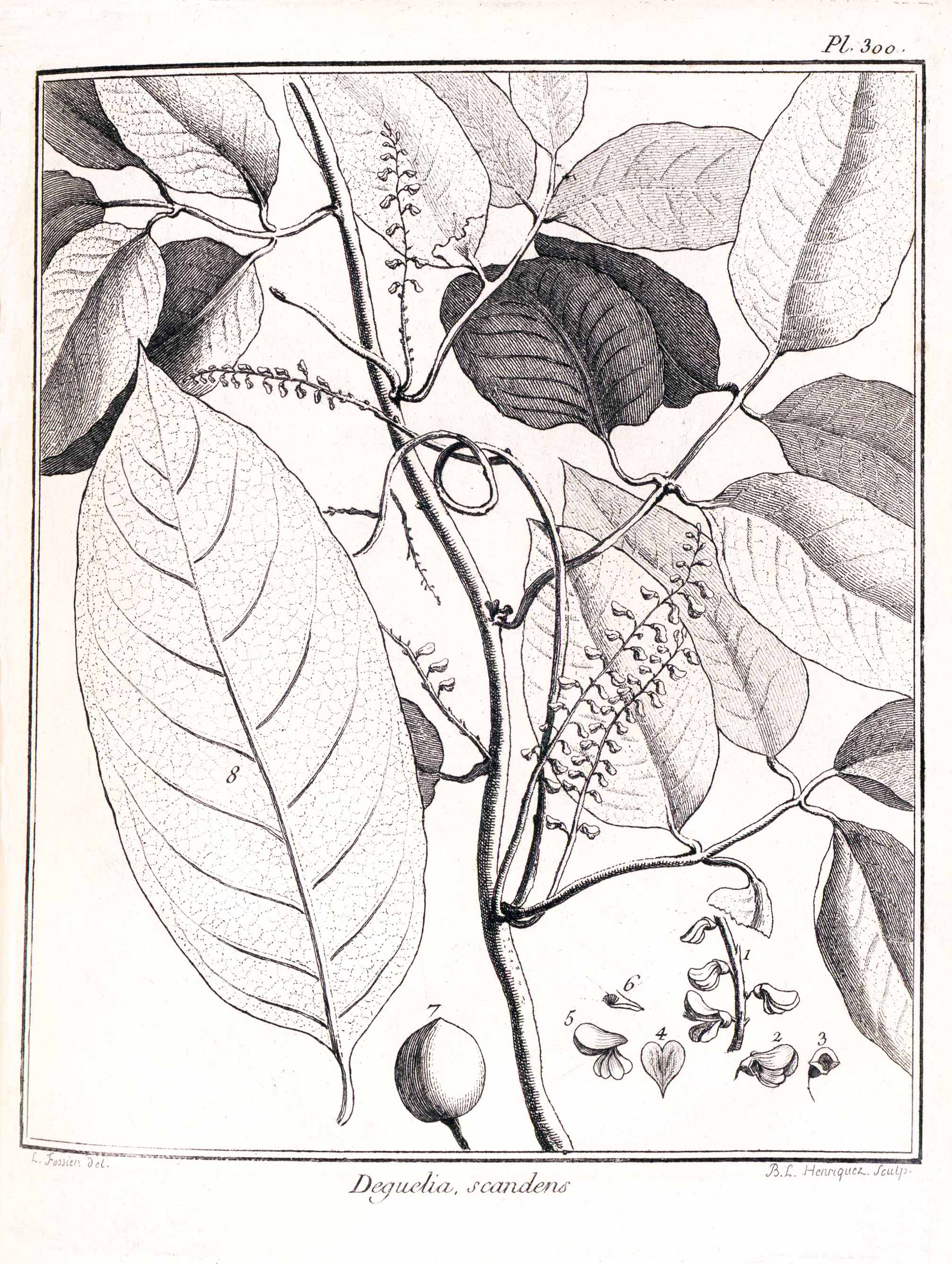

Deguelia scandens är en ärtväxtart som beskrevs av Jean Baptiste Christophe Fusée Aublet. Deguelia scandens ingår i släktet Deguelia, och familjen ärtväxter. IUCN kategoriserar arten globalt som livskraftig. Inga underarter finns listade i Catalogue of Life.